# Liste der Baudenkmale in Mestlin
In der Liste der Baudenkmale in Mestlin sind alle Baudenkmale der Gemeinde Mestlin (Landkreis Ludwigslust-Parchim) und ihrer Ortsteile aufgelistet (Stand: Januar 2021).

## Mestlin
| ID | Lage                         | Bezeichnung | Beschreibung | Bild |
| -- | ---------------------------- | --- | --- | --- |
|    | Mestliner Querstr. 2 (Karte) | Kindergarten | 1-gesch. Putzbau mit Walmdach, Architekt war Heinrich Handorf aus Schwerin | Kindergarten |
|    | Forsthof (Karte)             | Forsthof mit Wohnhaus und Stallscheune | 1-gesch. Fachwerkbau von um 1833 mit Krüppelwalm und Fledermausgaube, Bauherr: Klosteramt Dobbertin. Forstarbeiterkaten von 1912 mit zwei Wohnungen.                                                  | Forsthof mit Wohnhaus und Stallscheune |
|    | Goldberger Straße 5 (Karte)  | Pfarrhaus mit Fachwerkstall | 1-gesch. Fachwerkbau von 1755 mit Krüppelwalm und Fledermausgauben; Bauherr: Klosteramt Dobbertin. | Pfarrhaus mit Fachwerkstall |
|    | (Karte)                      | Dorfkirche mit Mauer, 2 Tore, Gitter, umgebender Kirchhof mit historischen Grabsteinen. Hölzernes Grabkreuz für zwei "Unbekannte Soldaten". | Zweischiffiger Bau der Backsteingotik vom Anf. des 14. Jh. mit drei Joche; eingezogener, quadr. Turm; niedriger, eingezog. Chor von um 1259 mit Blendgiebel; Turm 1749 durch Fachwerkgeschoss erhöht. | Dorfkirche mit Mauer, 2 Tore, Gitter, umgebender Kirchhof mit historischen Grabsteinen. Hölzernes Grabkreuz für zwei "Unbekannte Soldaten". |
|    | Auf dem Kirchhof             | Kriegerdenkmal 1914/18 | | |
|    | Marx-Engels-Platz 1 (Karte)  | Kulturhaus | Neoklassizisticher sozialistischer Realismus als 2-gesch., 12-achs. Putzbau von 1952 und 1957 mit Walmdach und Mittelrisalit mit Portikus.                                                            | Kulturhaus |
|    | Marx-Engels-Platz 2 (Karte)  | Schule | 2-gesch. Putzbau der 1950er Jahre mit Zwerchgiebel | Schule |
|    | L 015 Richtung Goldberg      | Meilenstein | | |
|    | MTS-Straße 5 (Karte)         | ehemaliges Gutshaus | 1-gesch., 9-achs. Klinkerbau, Gutshaus von um 1895 mit Zwerchgiebel | ehemaliges Gutshaus |
|    | MTS-Straße (Karte)           | Speicher | 3-gesch, Ziegelbau der Gutsanlage mit Satteldach | Speicher |
|    | Parchimer Straße 1 (Karte)   | Ambulatorium | 2-gesch. Putzbau mit Walmdach | Ambulatorium |
|    | Parchimer Straße             | Gedenkstein für die Kollektivierung | | Gedenkstein für die Kollektivierung |

## Ruest
| ID | Lage                 | Bezeichnung                                     | Beschreibung | Bild                                            |
| -- | -------------------- | ----------------------------------------------- | --- | ----------------------------------------------- |
|    | Dorfstraße 2 (Karte) | Wohnhaus                                        | 1-gesch. Bauernhaus aus Backstein von 1868, mit Krüppelwalm und Mittelrisalit.                                                                                                  | Wohnhaus                                        |
|    | (Karte)              | Kirche mit Trockenmauer                         | Feldsteinkirche vom Ende des 13. Jh.; Fachwerkturm von 1818 mit zwei Glocken, heute verbrettert; 1953 wegen Einsturzgefahr ungenutzt, Turm und Dach bis 1996 baulich gesichert. | Kirche mit Trockenmauer                         |
|    | Friedhof (Karte)     | Kriegerdenkmal 1914/18                          | Tafel mit den Namen von 11 gefallenen Bürgern. | Kriegerdenkmal 1914/18                          |
|    |                      | Straße nach Ruester Krug mit Pflaster und Allee | Kopfsteinpflaster und seitl. Sommerweg vom Krug zum Dorf, teilweise zugeteert.                                                                                                  | Straße nach Ruester Krug mit Pflaster und Allee |

## Ruester Krug
| ID | Lage                   | Bezeichnung             | Beschreibung                                                 | Bild                    |
| -- | ---------------------- | ----------------------- | ------------------------------------------------------------ | ----------------------- |
|    | Ruester Krug 1 (Karte) | ehemalige Schmiede      | Kleiner Backsteingebau von um 1900 mit Walmdach.             | ehemalige Schmiede      |
|    | Ruester Krug 4 (Karte) | Gaststätte und Wohnhaus | 1-gesch. Fachwerkbau mit Krüppelwalm, 1792 als Krug erwähnt. | Gaststätte und Wohnhaus |

## Vimfow
| ID | Lage                                   | Bezeichnung | Beschreibung | Bild     |
| -- | -------------------------------------- | ----------- | --- | -------- |
|    | Goldberger Chaussee 13, 15, 17 (Karte) | Gutshaus    | 1.gesch. Backsteinbau von 1859 in H-Form auf Feldsteinfundamenten mit Satteldach; Bauherr: Klosteramt Dobbertin. | Gutshaus |